# Wadym Pywowarow
Wadym Pywowarow (ukr. Вадим Пивоваров; ros. Вадим Пивоваров, Wadim Piwowarow; ur. w 1969) – ukraiński siatkarz, grający na pozycji atakującego. Mistrz Europy juniorów w 1988 z reprezentacją Związku Radzieckiego, a także mistrz Związku Radzieckiego z CSKA Moskwa. Ponadto zawodnik Szachtara Donieck, Czarnych Radom, Włókniarza Bielsko-Biała i Desimpela Torhout.

## Życiorys
Za namową jednego z trenerów, wyróżniający się wzrostem, Wadym Pywowarow rozpoczął trenować piłkę siatkową w 6 klasie szkoły podstawowej. W 8 i 9 klasie był już graczem Szachtara Donieck. W wieku 16 lat przeniósł się do wojskowego klubu CSKA Moskwa. W nowej drużynie, z którą wywalczył mistrzostwo Związku Radzieckiego, najczęściej pełnił rolę rezerwowego. Po 4 latach gry zakończył służbę wojskową w Moskwie, po czym wrócił do Doniecka. Stał się podstawowym graczem macierzystego klubu i miał duży udział w zdobyciu wicemistrzostwa kraju w sezonie 1990/91.
Potem wyjechał do Polski i został zawodnikiem Czarnych Radom. W I rundzie rozgrywek Ekstraklasy nie grał z powodu kontuzji. Po jej wyleczeniu szybko przekonał do siebie trenera Jacka Skroka i stanowił o sile swojej drużyny. Zajął z nią 5. miejsce w klasyfikacji końcowej. Po zakończeniu rozgrywek planował wyjazd poza granice Polski. Otrzymałem wiele ofert z Francji. Zainteresowane były nim również kluby belgijskie. Ostatecznie doszedł do porozumienia z działaczami polskiego Włókniarza Bielsko-Biała i stał się jednym z najlepszych zawodników beniaminka ligi. Z nowym zespołem rywalizował w Pucharze Europy Zdobywców Pucharu, ale w grupie półfinałowej odniósł zaledwie 1 zwycięstwo. Z kolei w Pucharze Polski w finale przegrał z Chełmcem Wałbrzych, mając piłkę meczową. Po sezonie spędzonym w Bielsku-Białej wraz z Grzegorzem Wagnerem rozstał się z drużyną i przeszedł do belgijskiego Desimpel Torhout. 
Po udanych występach w Polsce rozważał wariant przyjęcia polskiego obywatelstwa. Pomysł stał się jednak nieaktualny, kiedy w 1993 ożenił się z Rosjanką Natalją Makarienko, wówczas siatkarką Stali Bielsko-Biała.